# Hiroki Miyazawa
Hiroki Miyazawa (宮澤 裕樹 Miyazawa Hiroki?), född 28 juni 1989 i Hokkaido prefektur, är en japansk fotbollsspelare.
Miyazawa började sin karriär 2008 i Consadole Sapporo (Hokkaido Consadole Sapporo). Han spelade 367 ligamatcher för klubben.